# عقمه جميل (ذي السفال)

تعديل مصدري - تعديل

عقمه جميل محلة تابعة لقرية شبعان، التابعة لعزلة شوائط بمديرية ذي السفال إحدى مديريات محافظة إب في الجمهورية اليمنية، بلغ تعداد سكانها 28 حسب تعداد اليمن لعام 2004.